# نبرد جزایر سلیمان شرقی
نبرد جزایر سلیمان شرقی نبردی دریایی است در جنگ جهانی دوم که در تاریخ ۲۴ اوت و ۲۵ اوت سال ۱۹۴۲ و در خلال نبرد گوادالکانال میان ایالات متحده آمریکا و امپراتوری ژاپن صورت گرفت و با پیروزی ایالات متحده آمریکا پایان یافت.